# بیانکا پیتسورنو
بیانکا پیتسورنو (ایتالیایی: Bianca Pitzorno؛ زادهٔ ۱۲ اوت ۱۹۴۲) یک نویسنده کودکان و نوجوانان، مترجم و تهیه‌کننده برنامه‌های تلویزیونی برای کودکان، اهل ایتالیا است. وی را یکی از مهمترین نویسندگان ایتالیا در این حوزه می‌دانند.
کتاب‌های او به زبان‌های فرانسوی، آلمانی، اسپانیولی، یونانی، لهستانی، مجاری، کره‌ای و ژاپنی ترجمه شده‌است.
او کتاب‌های نویسندگانی چون جی. آر. آر. تالکین، سیلویا پلات، دیوید گراسمن و تووه یانسون را به زبان ایتالیایی ترجمه کرده‌است.
بیانکا پیتسورنو سفیر حسن نیت یونیسف است و در راه‌اندازی پروژه کتابخانه و ارائه آثار ترجمه‌شدهٔ ایتالیایی برای کودکان کوبایی نقش داشت.
وی هم‌اکنون ساکن شهر میلان است و در همان‌جا مشغول به فعالیت‌های حرفه‌ای خود است.
از آثار مشهور او می‌توان به «کلروفیل، از آسمان آبی» (۱۹۷۴) اشاره کرد که یک نسخهٔ کارتونی آن در برنامهٔ کودک و نوجوان تلویزیون ایران در دههٔ هفتاد پخش می‌شد.